# Mediathek (Fernsehen)
Als Mediathek bezeichnen hauptsächlich Fernsehsender, so in Deutschland, Österreich und in der Schweiz, ein Internetangebot, in dem vorwiegend Videos und Livestreams angeboten werden. Meistens werden etwa zum Zeitpunkt der Veröffentlichung die Beiträge auch im Fernsehen gesendet. In der Mediathek können sie jedoch auch als Video-on-Demand zu einem anderen Zeitpunkt angesehen werden. Der allgemeinere Begriff „Mediathek“ bezeichnet auch andere Anbieter, wie Bibliotheken und Schulungszentren.

## Angebot und Verfügbarkeit
In vielen Mediatheken der Fernsehsender finden sich nicht alle Sendungen des jeweiligen Sendetages wieder. Vielmehr wird – besonders bei den kleineren öffentlich-rechtlichen Sendeanstalten – lediglich eine Auswahl bestimmter Sendungen angeboten. Oft ist aus rechtlichen Gründen die Verfügbarkeit von Medieninhalten auf einen bestimmten Zeitraum oder auf einen bestimmten geografischen Raum begrenzt, was besonders oft bei Fernsehfilmen oder bei Sportübertragungen vorzufinden ist. Beispielsweise wird in der ARD Mediathek ein Teil der Beiträge nach sieben Tagen depubliziert.

## Technologie
Zur Verbreitung der Medieninhalte über das Internet wird die Streaming-Media-Technik eingesetzt. Hierbei wird von Seiten des Anbieters eine Videodatei auf einen Server hinterlegt und dann zum Abruf über die Website des Senders für die Nutzer zur zeitunabhängigen Betrachtung angeboten.

## Verbreitung
Im April 2022 befragten die Öffentlich-Rechtlichen Sender ARD und ZDF in einer repräsentativen Umfrage 1500 zufällig ausgewählte Menschen ab 14 Jahren sowohl per Telefon als auch Internet nach Ihrem Nutzungsverhalten von Medien. Hierbei wurde generell eine hohe Internetnutzung festgestellt: 96,4 Prozent der Befragten nutzen das Internet, 80 % sogar täglich. Jeweils 52 Prozent der Befragten gaben an, die Mediatheken von ARD und ZDF zu nutzen. Erstmals erreichen diese Angebote damit mehr als die Hälfte der Bevölkerung. Auch kommerzielle Streaming-Dienste sind verbreitet, allen voran  Netflix (49 %) und Amazon Video (47 %). Sie bieten Ihre Inhalte ebenfalls in Mediatheken an.

## Kritik
Verbraucherschützer kritisieren, dass bei der Benutzung von Mediatheken Daten ins Internet übertragen werden, die teilweise für die Benutzung der Streaming-Dienste gar nicht erforderlich sind oder sogar personenbezogen sind. Diese Daten werden nicht nur an die Anbieter der Streaming-Dienste, sondern in zahlreichen Fällen auch an mehrere weitere Server gesendet. Sie werden in der Regel für die Messung von Medienreichweiten genutzt, aber insbesondere im Zusammenhang der Nutzung mit mobilen Apps werden auch Benutzungsstatistiken, die Namen der Mobilfunkanbieter und Identifikatoren an Datensammler wie Google, Facebook oder Microsoft gesendet.

## Liste von Mediatheken
- ARD Mediathek
- Das Erste: Mediathek
- ZDFmediathek
- ORF ON
- Mediathek Hessen
- Mediathek KiKA+
- Arte Mediathek (dt., franz.)
- TV5 Monde plus (franz. mit UT)